# Prasinocyma unipuncta
Prasinocyma unipuncta är en fjärilsart som beskrevs av W. Warren 1897. Prasinocyma unipuncta ingår i släktet Prasinocyma och familjen mätare. Inga underarter finns listade i Catalogue of Life.